# Vanikoro
Vanikoro (ook wel Vanikolo) is een eiland in de Salomonseilanden. Het is 189 km² groot en het hoogste punt is 946 m.
De enige zoogdieren die er voorkomen zijn de vleermuizen Pteropus tonganus (Tongavleerhond) en Pteropus tuberculatus.
Jean-François de La Pérouse zou hier in 1788 om het leven zijn gekomen.